# 梅加清真寺遗址
梅加清真寺遗址，位于中国青海省化隆县昂思多乡梅加村，为青海省市县级文物保护单位，公布日期为1987年9月10日，类型为古遗址。
梅加清真寺遗址的历史年代为青铜时代。